# Иванов, Степан Дмитриевич
Степан Дмитриевич Иванов (1913—1947) — старший сержант Рабоче-крестьянской Красной Армии, участник Великой Отечественной войны, Герой Советского Союза (1943).

## Биография
Степан Иванов родился в 1913 году в деревне Тарбажинской Рыбинской волости Тарского уезда Тобольской губернии. Работал в колхозе. В 1934—1936 годах проходил службу в Рабоче-крестьянской Красной Армии. После демобилизации поселился во Владивостоке.
В 1941 году Иванов повторно был призван в армию. С августа 1942 года — на фронтах Великой Отечественной войны. К осени 1943 года старший сержант Степан Иванов командовал взводом 248-й курсантской стрелковой бригады 60-й армии Центрального фронта. Отличился во время битвы за Днепр.
В конце сентября — начале октября 1943 года Иванов со своим взводом переправился через Днепр в районе села Ясногородка Вышгородского района Киевской области Украинской ССР и принял активное участие в захвате и расширении плацдарма на его западном берегу.
Указом Президиума Верховного Совета СССР от 17 октября 1943 года старший сержант Степан Иванов был удостоен высокого звания Героя Советского Союза с вручением ордена Ленина и медали «Золотая Звезда».
После окончания войны был демобилизован. Проживал и работал в Алтайском крае. Скончался в 1947 году в госпитале, от последствий фронтовых ранений.
В честь Иванова установлен обелиск в его родном селе, названы улицы в Омске и Больших Уках.